# Marius Bilașco
Marius Ioan Bilașco, né le 13 juillet 1981, est un footballeur international roumain à la retraite.

## Biographie
Marius Bilașco commence en équipe professionnel très tôt à l'âge de 17 ans dans le club du FC Argeș Pitești, durant sa première saison il participe à 6 matchs du Championnat roumain et son club termine à une très belle quatrième place. Par la suite, il enchaine les prêts dans des clubs de seconde zone comme le FC Onești, le FC Politehnica Timișoara et le FC Baia Mare pour gagner du temps de jeu.
Il parvient à se faire une place dans l'effectif du FC Argeș Pitești où il se stabilise pendant cinq saisons dans le haut niveau roumain.
Il signe en janvier 2007 dans le club FC Unirea Urziceni où il découvre lors de la saison 2008-09 la Coupe d'UEFA mais se fait éliminer au premier tour contre les Allemands de Hambourg SV. La même année il devient champion de Roumanie avec son club.
Il participe donc à la Ligue des Champions où il dispute son premier match le 16 septembre 2009 contre les espagnols du FC Séville (0-2), il marque lors de la troisième journée de la phase de groupes lors de l'éclatante victoire roumaine contre les Glasgow Rangers (4-1). Il participe aux 6 matchs en tant que titulaire.
En juillet 2010, il signe dans l'autre grand club de Roumanie le FC Steaua Bucarest où il participe à 26 matchs et 5 but en championnat. Il remporte la Coupe de Roumanie en participant à la finale contre le FC Dinamo Bucarest. Il reste un an au Steaua puis part pour la Chine.
Il signe le 8 juillet 2011 dans le club de Tianjin TEDA, pour seulement quelques mois puisqu'il quitte le club 28 novembre, il participe à 14 matchs pour 3 buts.
Après un court passage en deuxième division allemande à l'Energie Cottbus seulement 4 matchs, il retourne en Roumanie au FC Rapid Bucarest.

## Statistique
| Saison                | Club                            | Championnat           | Championnat | Championnat | Coupe(s) nationale(s) | Coupe(s) nationale(s) | Supercoupe | Supercoupe | Compétition(s) continentale(s) | Compétition(s) continentale(s) | Compétition(s) continentale(s) | Sélection | Sélection | Sélection | Total | Total |
| Saison                | Club                            | Division              | M.          | B.          | M.                    | B.                    | M.         | B.         | Comp.                          | M.                             | B.                             | Équipe    | M.        | B.        | M.    | B.    |
| 1998-1999             | FC Argeș Pitești                | 1                     | 6           | 0           | -                     | -                     | -          | -          | -                              | -                              | -                              | -         | -         | -         | 6     | 0     |
| 1999-2000             | FC Onești (prêt)                | 1                     | 19          | 2           | -                     | -                     | -          | -          | -                              | -                              | -                              | -         | -         | -         | 19    | 2     |
| 1999-2000             | FC Argeș Pitești                | 1                     | 5           | 0           | -                     | -                     | -          | -          | -                              | -                              | -                              | -         | -         | -         | 5     | 0     |
| 2000-2001             | FC Politehnica Timișoara (prêt) | 2                     | 6           | 2           | -                     | -                     | -          | -          | -                              | -                              | -                              | -         | -         | -         | 6     | 2     |
| 2000-2001             | FC Baia Mare (prêt)             | 2                     | 14          | 4           | -                     | -                     | -          | -          | -                              | -                              | -                              | -         | -         | -         | 14    | 4     |
| 2001-2002             | FC Baia Mare (prêt)             | 2                     | 27          | 8           | -                     | -                     | -          | -          | -                              | -                              | -                              | -         | -         | -         | 27    | 8     |
| 2002-2003             | FC Argeș Pitești                | 1                     | 26          | 3           | -                     | -                     | -          | -          | -                              | -                              | -                              | -         | -         | -         | 26    | 3     |
| 2003-2004             | FC Argeș Pitești                | 1                     | 27          | 4           | -                     | -                     | -          | -          | -                              | -                              | -                              | -         | -         | -         | 27    | 4     |
| 2004-2005             | FC Argeș Pitești                | 1                     | 28          | 8           | -                     | -                     | -          | -          | -                              | -                              | -                              | -         | -         | -         | 28    | 8     |
| 2005-2006             | FC Argeș Pitești                | 1                     | 27          | 3           | -                     | -                     | -          | -          | -                              | -                              | -                              | -         | -         | -         | 27    | 3     |
| 2006-2007             | FC Argeș Pitești                | 1                     | 18          | 2           | -                     | -                     | -          | -          | -                              | -                              | -                              | -         | -         | -         | 18    | 2     |
| 2006-2007             | FC Unirea Urziceni              | 1                     | 14          | 2           | -                     | -                     | -          | -          | -                              | -                              | -                              | -         | -         | -         | 14    | 2     |
| 2007-2008             | FC Unirea Urziceni              | 1                     | 28          | 6           | 2                     | 0                     | -          | -          | -                              | -                              | -                              | -         | -         | -         | 30    | 6     |
| 2008-2009             | FC Unirea Urziceni              | 1                     | 27          | 8           | 1                     | 0                     | -          | -          | C3                             | 2                              | 0                              | -         | -         | -         | 30    | 8     |
| 2009-2010             | FC Unirea Urziceni              | 1                     | 30          | 12          | 1                     | 0                     | 1          | 0          | C1+C3                          | 6+2                            | 1+0                            | Roumanie  | 3         | 0         | 43    | 13    |
| 2010-2011             | FC Unirea Urziceni              | 1                     | 5           | 1           | -                     | -                     | 1          | 0          | C1+C3                          | 2+2                            | 0+1                            | Roumanie  | 1         | 0         | 11    | 2     |
| 2010-2011             | FC Steaua Bucarest              | 1                     | 26          | 5           | 6                     | 0                     | -          | -          | -                              | -                              | -                              | Roumanie  | 1         | 0         | 33    | 5     |
| 2011                  | Tianjin TEDA                    | 1                     | 14          | 3           | -                     | -                     | -          | -          | -                              | -                              | -                              | -         | -         | -         | 14    | 3     |
| 2011-2012             | FC Energie Cottbus              | 2                     | 4           | 0           | -                     | -                     | -          | -          | -                              | -                              | -                              | -         | -         | -         | 4     | 0     |
| 2012-2013             | FC Rapid Bucarest               | 1                     | 4           | 0           | -                     | -                     | -          | -          | -                              | -                              | -                              | -         | -         | -         | 4     | 0     |
| Total sur la carrière | Total sur la carrière           | Total sur la carrière | 355         | 73          | 10                    | 0                     | 2          | 0          | -                              | 14                             | 2                              | -         | 5         | 0         | 386   | 75    |

## Palmarès
| - FC Urziceni - Championnat de Roumanie - Vainqueur : 2009. - Finaliste : 2010. - Supercoupe de Roumanie - Finaliste : 2009 et 2010. |  | - FC Steaua Bucarest - Coupe de Roumanie - Vainqueur : 2011. |